# Iranoaster bachtiaricus
 Iranoaster bachtiaricus  (Mozaff.) Kaz.Osaloo, Farhani & Mozaff., 2018 è una specie di piante angiosperme dicotiledoni della famiglia delle Asteraceae, sottofamiglia Asteroideae,  tribù Astereae (Basal grade) e sottotribù Iranoasterinae.  Iranoaster bachtiaricus è anche l'unica specie del genere  Iranoaster  Kaz.Osaloo, Farhani & Mozaff., 2018 e della sottotribù Iranoasterinae G.L.Nesom, 2020.

## Etimologia
Il nome scientifico della specie è stato definito dai botanici Valiolah Mozaffarian (1953-), Shahrokh Kazempour Osaloo (1966-) e Tayyebeh Farhani nella pubblicazione " Phytotaxa" ( Phytotaxa 379(1): 113) del 2018. Il nome scientifico del genere è stato definito nella stessa pubblicazione. Il nome della sottotribù è stato definto dal botanico Guy L. Nesom (1945-) nella pubblicazione "Phytoneuron. Digital Publications in Plant Biology" (Phytoneuron 2020-53: 25) del 2020.

## Descrizione
Portamento. La specie di questa voce ha un habitus di tipo perenne erbaceo.
Fusto. La parte aerea è eretta, semplice o poco ramosa. La parte sotterranea consiste in fitte radici legnose. Altezza media: 5 - 20 cm.
Foglie. Le foglie sono disposte in modo alternato, da brevemente picciolate o sessili. Sono solamente cauline. La lamina è semplice (quelle inferiori sono simili a scaglie). Lunghezza delle foglie: 1 - 1,5 cm.
Infiorescenza. Le sinflorescenze sono scapose (capolini solitari). Le infiorescenze vere e proprie sono composte da un capolino terminale peduncolato di tipo radiato con fiori eterogami. I capolini sono formati da un involucro, con forme da cilindriche a campanulate, composto da diverse brattee, al cui interno un ricettacolo fa da base ai fiori di due tipi: fiori del raggio e fiori del disco. Le brattee, piatte e non carenate ma con un ampio margine ialino e a consistenza erbacea, sono disposte in modo più o meno embricato e fortemente scalate su 3 - 5 serie. Il ricettacolo in genere è nudo ossia senza pagliette a protezione della base dei fiori; la forma varia da piana a conica. Larghezza dell'involucro: 15 mm.
Fiori.  I fiori sono tetra-ciclici (formati cioè da 4 verticilli: calice – corolla – androceo – gineceo) e pentameri (calice e corolla formati da 5 elementi). Si distinguono in:
- fiori del raggio (esterni) da 10 a 16 per capolino: sono femminili e sono disposti su una sola serie; la forma è ligulata (zigomorfa); sono spiralati;
- fiori del disco (centrali): sono più numerosi con forme brevemente tubulose (attinomorfe); sono ermafroditi o (raramente) funzionalmente maschili.

- Formula fiorale:

*/x K {\displaystyle \infty }, [C (5), A (5)], G 2 (infero), achenio
- Calice: i sepali del calice sono ridotti ad una coroncina di squame.

- Corolla: la forma della corolla alla base è più o meno imbutiforme, mentre all'apice è ligulata a 5 (raramente 3) denti (i fiori del raggio) o brevemente tubolare con 5 (raramente 4) lobi (i fiori del disco); i lobi, patenti o eretti, hanno una forma deltata o più o meno lanceolata. I colori della corolla sono giallo (i fiori del disco) e violaceo, bianco o rosa (i fiori del raggio).

- Androceo: l'androceo è formato da 5 stami sorretti da filamenti generalmente liberi; gli stami sono connati e formano un manicotto circondante lo stilo; le teche (produttrici del polline) alla base sono troncate e sono lievemente auricolate (molto raramente sono speronate o hanno una coda); le appendici apicali delle antere hanno delle forme piatte e lanceolate; il tessuto endoteciale (rivestimento interno dell'antera) è quasi sempre polarizzato (con due superfici distinte: una verso l'esterno e una verso l'interno). Il polline è sferico con un diametro medio di circa 25 micron;  è tricolporato (con tre aperture sia di tipo a fessura che tipo isodiametrica o poro) ed è echinato (con punte sporgenti).[10][12]

- Gineceo: l'ovario è infero uniloculare formato da 2 carpelli.[6] Lo stilo (il recettore del polline) è profondamente bifido (con due stigmi divergenti) e con le linee stigmatiche marginali separate.[13] I due bracci dello stilo hanno una forma deltoide e sono papillosi o ricoperti da ciuffi di peli.

Frutti. I frutti sono degli acheni con un scarso pappo; in alcune specie è presente un certo dimorfismo (gli acheni dei fiori del raggio differiscono dagli acheni dei fiori del disco);
- achenio: gli acheni, con forme da lineari a obovate, sono lateralmente compressi (piatti) con due nervature laterali; la superficie normalmente è cosparsa da setole, qualche volta ghiandolose; la parete dell'achenio è formata da celle contenenti rafidi ma prive di fitomelanina; il carpoforo normalmente è anulare; sono presenti setole con punte a forma di ancora; lunghezza degli acheni: 2,5 mm;
- pappo: il pappo è formato da una serie di setole.

## Biologia
Impollinazione: tramite insetti (impollinazione entomogama tramite farfalle diurne e notturne).

Riproduzione: la fecondazione avviene fondamentalmente tramite l'impollinazione dei fiori.

Dispersione: i semi cadono a terra e vengono dispersi soprattutto da insetti come formiche (disseminazione mirmecoria). Un altro tipo di dispersione è zoocoria: gli uncini delle brattee dell'involucro (se presenti) si agganciano ai peli degli animali di passaggio che portano così i semi anche su lunghe distanze. Inoltre per merito del pappo il vento può trasportare i semi anche per alcuni chilometri (disseminazione anemocora).

## Distribuzione e habitat
La specie di questa voce è distribuita in Iran.

## Sistematica
La famiglia di appartenenza di questa voce (Asteraceae o Compositae, nomen conservandum) probabilmente originaria del Sud America, è la più numerosa del mondo vegetale, comprende oltre 23.000 specie distribuite su 1.535 generi, oppure 22.750 specie e 1.530 generi secondo altre fonti (una delle checklist più aggiornata elenca fino a 1.679 generi). La famiglia attualmente (2021) è divisa in 16 sottofamiglie; la sottofamiglia Asteroideae è una di queste e rappresenta l'evoluzione più recente di tutta la famiglia.

### Filogenesi
Il genere della specie di questa voce è descritto nella sottotribù Asterinae, una delle quasi 40 sottotribù della tribù Astereae. In base alle ultime ricerche nella tribù sono stati individuati (provvisoriamente) 5 principali lignaggi: Basal grade - Bellis lineage - Aster lineage - Baccharis lineage e North American lineage.
Il genere  Iranoaster (insieme alla sottotribù Iranoasterinae) è incluso nel Basal grade che comprende il gruppo sudamericano-oceania delle sottotribù Chiliotrichinae, Celmisiinae e Oritrophiinae, i gruppi africani delle Homochrominae, Pteroniinae e Eschenbachiinae e il gruppo dei generi legnosi del Madagascar (Madagasterinae). In particolare la sottotribù Iranoasterinae fa parte del sottogruppo dell'Eurasia.
I caratteri distintivi della specie  Iranoaster bachtiaricus sono:
- le radici sono legnose e fitte;
- i fiori del raggio hanno le ligule spiralate.

### Sinonimi
Sono elencati alcuni sinonimi per questa entità:
- Aster bachtiaricus Mozaff.